# Iterative Programmierung
Die iterative Programmierung (von lat. iterare = wiederholen) ist ein Konzept, bei dem mehrfach auszuführende Arbeitsschritte in Schleifen (Wiederholungen von Anweisungen oder Anweisungsfolgen) umgesetzt werden.

## Abgrenzung
Andere Programmierkonzepte sind
- die rekursive Programmierung, die für mehrfach auszuführende Arbeitsschritte Rekursion verwendet (wiederholte Selbstaufrufe eines Programmteils); prinzipiell lassen sich rekursive Algorithmen auch iterativ implementieren und umgekehrt.
- die logische Programmierung, die Lösungen für Probleme nicht über Anweisungsfolgen findet, sondern durch regelbasierte logische Folgerung.

### Gegenüberstellung
In der Literatur werden Funktionen gerne im rekursiven Programmierstil vorgestellt, die meist als einfacher zu verstehen gelten. Bei rekursiver Programmierung wird die Wiederholung erreicht, ohne dass das Programm explizite Schleifen enthält. Anstatt Schleifenkontrollanweisungen enthält das Programm sogenannte (direkte) Selbstaufrufe der betreffenden Funktion oder auch indirekte gegenseitige Aufrufe mehrerer Funktionen untereinander. In beiden Fällen, iterativer wie rekursiver Programmierung, bedarf es normalerweise einer expliziten Abbruchbedingung, die eine Terminierung des Programms erzwingt, wobei Fehler in derselben zu unbeabsichtigten Endlosschleifen führen können. 
Iterative Implementierungen bieten oft Vorteile:
- Bei iterativer Programmierung kann der Speicherbedarf schärfer durch den Programmierer zugeschnitten und kontrolliert werden, wogegen bei rekursiver normalerweise bei jedem Selbstaufruf der Kontext der aufrufenden Prozedur (im Programm-Stapelspeicher) zu retten ist, damit er beim Rücksprung wieder hergestellt werden kann.[2]
- Darüber hinaus ist der Speicherbedarf für den Programm-Stapelspeicher programmiersprachlich schwer oder gar nicht kontrollierbar. Auch die Anzahl der Wiederholungen (resp. Selbstaufrufe) ist bei rekursiver Programmierung manchmal weniger deutlich erkennbar. Beide Probleme mögen zu den berüchtigten Stapelüberläufen beitragen.
- Im rekursiven Programmierstil lassen sich manche Szenarien nur durch eine sogenannte Rückruffunktion (englisch callback function) realisieren. Beispielsweise wird bei einer rekursiv programmierten Traversierfunktion eines Binärbaums dieser stets in seiner Gänze durchlaufen und die Nutzfunktion in einem Rückruf implementiert.
Im Gegensatz dazu kann bei iterativer Programmierung das zu bearbeitende Segment des Baums durch eine Suchfunktion angesteuert, die Nutzfunktion nach Belieben als flache Anweisungsfolge bzw. als Unterprogramm implementiert und nach einem (iterativen) Querschritt beim nächsten Element wiederholt werden.[3]

Mit wachsender Leistungsfähigkeit der Rechner tritt jedoch die Lesbarkeit und Wartbarkeit von Software gegenüber ihrer technischen Effizienz in den Vordergrund. Wo dies der Fall ist, bietet sich der rekursive Ansatz für die Arbeit mit baumartigen Datenstrukturen und der iterative für sequenzielle Datenstrukturen an.

## Beispiel
Ein Beispiel für die iterative Programmierung ist ein Datenbankdurchlauf (Pascal) durch die Datensätze („Zeilen“) von (der „Tabelle“) Dataset:
```
procedure
 
Durchlauf
;

begin

    
while
 
not
 
Dataset
.
Eof
 
do
                  
!
 
wiederhole_solange
 
Tabelle
 
Dataset
 
nicht
 
„
zu
 
Ende
“
 
ist

    
begin
                                     
!
 
den
 
hier
 
beginnenden
 
Befehlsblock

        
Befehl1
;

        
Befehl2
;

        
Befehl3
;

        
Dataset
.
Next
;
                         
!
  
Schalte
 
weiter
 
zum
 
n
ä
chsten
 
Datensatz
 
(
n
ä
chste
 
„
Zeile
“
)
 
von
 
Dataset
.

    
end
;

end
;

```

Dabei werden die Befehle 1 bis 3 solange wiederholt, bis alle Datensätze durchlaufen wurden.